# Orbita hiperboliczna

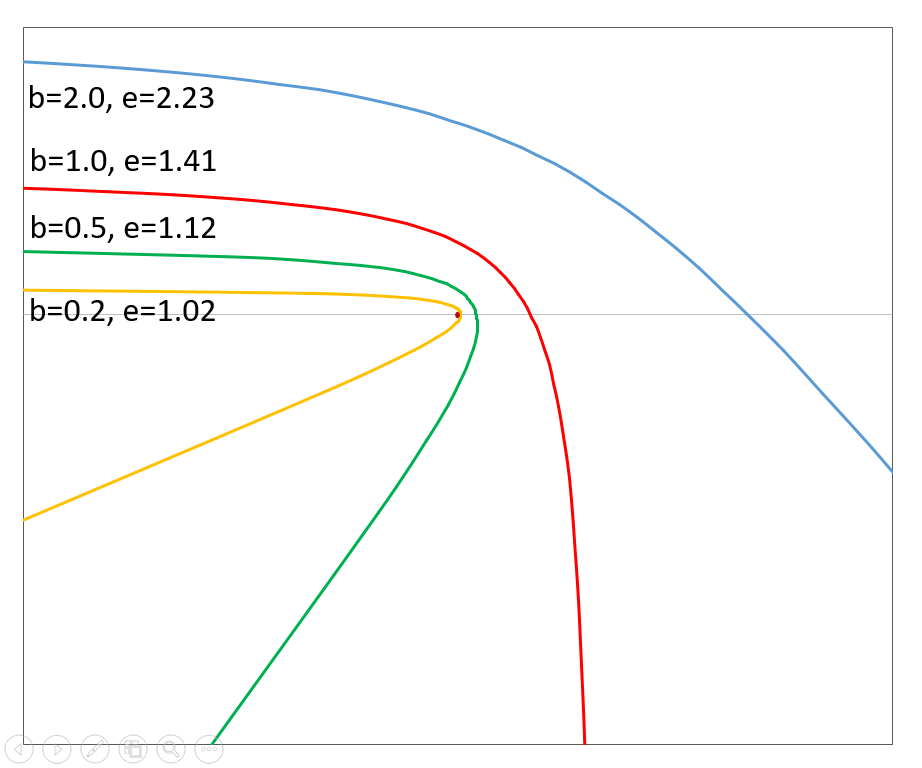
Trajektorie hiperboliczne obiektów mijających ciało centralne z tą samą prędkością, ale w różnej odległości

Orbita hiperboliczna – trajektoria obiektu poruszającego się w polu grawitacyjnym masywnego ciała, z prędkością większą od lokalnej prędkości ucieczki.
Jest to orbita otwarta, ciało poruszające się po niej zbliża się do centrum przyciągania jednokrotnie, aby po największym zbliżeniu na zawsze opuścić jego otoczenie. Mimośród takiej orbity (oznaczany symbolem {\displaystyle e}) jest większy od jedności, torem ruchu obiektu jest hiperbola. Całkowita energia mechaniczna obiektu poruszającego się po orbicie hiperbolicznej jest dodatnia, co oznacza że w dowolnie dużej odległości od centrum przyciągania będzie on miał niezerową energię kinetyczną i prędkość (nazywaną „hiperboliczną nadwyżką prędkości”, ang. hyperbolic excess velocity, i oznaczaną symbolem {\displaystyle v_{\infty }}).

## Obserwacje
Komety nieokresowe poruszają się po orbitach o dużym mimośrodzie, często bliskim 1. Obiekty, których trajektoria jest istotnie hiperboliczna, opuszczają obszar dominacji grawitacyjnej ciała centralnego. Obiekt może zostać wyrzucony na taką trajektorię przez perturbacje ze strony innych masywnych ciał (w szczególności planet), ale jeśli orbita była hiperboliczna także przed zbliżeniem do obszaru planet, świadczy to o pochodzeniu obiektu spoza danego układu planetarnego. W 2017 roku zaobserwowano w Układzie Słonecznym pierwsze takie ciało, przelatującą przezeń planetoidę pozasłoneczną (lub kometę) 1I/ʻOumuamua ({\displaystyle v_{\infty }=26{,}33\;\mathrm {km/s} ,} {\displaystyle e=1{,}19}), drugim był odkryty w 2019 r. obiekt gb00234, po kilkunastu dniach obserwacji zidentyfikowany jako kometa i wstępnie oznaczony symbolem C/2019 Q4 (Borisov), potem przemianowana na 2I/Borisov ({\displaystyle v_{\infty }\approx 30\;\mathrm {km/s} ,} {\displaystyle e\approx 3}), a trzecim 3I/ATLAS – obiekt międzygwiezdny, odkryty w 2025 r. ({\displaystyle v_{\infty }\approx 58\;\mathrm {km/s} ,} {\displaystyle e\approx 6}).